# Laima Muktupāvela
Laima Muktupāvela (Rēzekne, 20 de gener de 1962) és una escriptora letona.
Nascuda l'any 1962 es graduà en Història l'any 1989. Treballà en diverses feines fins que aconseguí l'any 2000 esdevenir escriptora a jornada completa després de treballar a jornada parcial en la publicació d'obres durant set anys. Guanyà un premi per la seva obra Šampinjonu Derība (traduïble com "El testament del bolet"). L'any 2012 es casà amb un poeta turc i anuncià que publicaria noves obres amb el seu nom de casada.

## Obres
- Šampinjonu Derība ("El testament del bolet") (novel·la)